# Stadhouderskade 82-83
Het gebouw Stadhouderskade 82-83 bestaat uit tweetal woonhuizen aan de Stadhouderskade/Singelgracht te Amsterdam-Zuid. 
De twee woonhuizen werden rond 1882 gebouwd naar een ontwerp van Frederik Lodewijk Janssen sr. Deze was in 1881 getrouwd en stichtte hier zijn gezin. Janssen was naast architect waarschijnlijk ook (de) aannemer en makelaar, die combinatie werd in De Pijp vaker aangetroffen. Janssen liet een tweetal gespiegeld woonhuizen optrekken in de eclectische bouwstijl. Het onderstuk en de poort is daarbij van natuursteen inclusief pilasters, de bovenste helft is van baksteen. De erkers op de tweede etage zijn symmetrisch geplaatst. De symmetrie is slechts op de begane grond verloren gegaan, door het maken van winkelgevels. Opvallend is dat de twee toegangsdeuren naar de bovenetages bereikbaar zijn door een enkele trap in het midden (dat komt hier zelden voor).
Gedurende haar leven had het tweemaal te maken met dreigende sloop. In 1931 woedde er op Stadhouderskade 80 een dermate hevige brand dat ook een deel van het buurpand Stadhouderskade 81 van Isaac Gosschalk verloren ging. De hitte schijnt enorm geweest te zijn want het blindeninstituut op Stadhouderskade 84 werd ontruimd. Stadhouderskade 82-83 bleef overeind staan. In 1986 viel haar andere buurpand van dat voormalige blindeninstituut ten prooi aan de sloophamer. Er kwam een modern kantoorgebouw voor in de plaats. In 1990 kwam de omstreden projectontwikkelaar en speculant Geert Bakker met het idee hier nieuwbouw te willen bouwen. Opnieuw dreigde de slopershamer. De woningen stonden al leeg toen het rond 1990 werd het gekraakt met een ontruiming op 20 februari 1990. Daarna vond er renovatie plaats en werd het weer als woonhuis in gebruik genomen. Naast de woonhuizen verrees in 1999 vervolgens het complex Stadhouderskade 80.     
Oost ·
160 ·
158 ·
157 ·
156 ·
155 ·
151-154 ·
149-150 ·
145-146 ·
142-144 ·
140-141 ·
137-139 ·
135-136 ·
130-134 ·
129 ·
128 ·
125-127 ·
123-124 ·
116-122 ·
115 ·
110-113 ·
100-101 ·
97 ·
95-96 ·
93-94 ·
92 ·
91 ·
89-90 ·
87-88 ·
86 ·
85 ·
84 ·
82-83 ·
78-79 ·
77 ·
Heineken Brouwerij ·
74 ·
72-73 ·
69-70 ·
68 ·
67 ·
65-66 ·
64 ·
62-63 ·
60-60a ·
58-59 ·
56-57 ·
Willemshuis ·
Van Nispenhuis ·
Kapel van Sint Josephs Gezellen-Vereeniging ·
54 ·
52-53 ·
47-49 ·
Carel Willinkplantsoen ·
Polderhuis ·
Ruysdaelkade 2-4 ·
Judith Leysterbrug ·
42 (Rijksmuseum) ·
40-41 ·
31-35 ·
30 ·
29 ·
Park Centraal Amsterdam ·
Stedemaagd (Vondelpark) ·
Byzantium ·
Koepelkerk ·
12 (Marriott) ·
Persilhuis ·
7 ·
5 ·
3 ·
1 ·
West